# Ute gladiata
Ute gladiata är en svampdjursart som beskrevs av Borojevic 1967. Ute gladiata ingår i släktet Ute och familjen Grantiidae. Inga underarter finns listade i Catalogue of Life.